# Manuel Akanji
Manuel Obafemi Akanji (* 19. července 1995 Wiesendangen) je švýcarský profesionální fotbalista, který hraje na pozici obránce v anglickém klubu Manchester City FC a v švýcarském národním týmu.

## Klubová kariéra
Akanji, který se narodil ve Wiesendangenu, zahájil svoji mládežnickou kariéru v místním klubu ve Wiesendangenu. V květnu 2007 Akanji přešel do akademie FC Winterthur. V sezóně 2014/15 se stal pravidelným členem základní sestavy, když odehrál v Challenge League 33 utkání.

### Basilej
Dne 15. dubna 2015 přestoupil Akanji do prvoligové Basileje za částku okolo 700 tisíc euro. Ve švýcarské Superlize debutoval 26. září 2015, když vystřídal Marka Suchého v utkání proti FC Lugano. Pod vedením trenéra Urse Fischera se Basileji podařilo vyhrát ligovou soutěž a v následující sezóně titul obhájili. Jednalo se již o osmý v řadě a celkově 20. titul v této soutěži. Klub vyhrál také švýcarský pohár.
Basilej se jako mistr švýcarské ligy kvalifikoval do základní skupiny Ligy mistrů UEFA 2017/18. Akanji odehrál plný počet minut ve všech šesti utkáních a pomohl týmu k druhému místu ve skupině. Dne 15. ledna 2018 Basilej oznámil odchod Akanjiho do německé Borussie Dortmund.

### Borussia Dortmund
Akanji přestoupil do Borussie Dortmund během zimního přestupového období za poplatek ve výši okolo 18 milionů euro. V klubu podepsal smlouvu na čtyři a půl roku, tedy do června 2022. 27. září vstřelil Akanji svůj první gól v klubu při ligovém vítězství 7:0 nad Norimberkem. Akanji byl kritizován za své časté chyby během sezóny 2019/20, kdy Dortmund skončil v lize na druhém místě se ztrátou 13 bodů na Bayern Mnichov.

## Reprezentační kariéra
Akanji debutoval ve švýcarské reprezentaci 9. června 2017 při vítězství 2:0 nad Faerskými ostrovy v rámci kvalifikace na Mistrovství světa 2018. V utkání odehrál celých 90 minut.
Byl zařazen do 23členného týmu švýcarského týmu, který byl nominován na Mistrovství světa 2018 v Rusku. Odehrál všechny 4 zápasy švýcarského týmu a pomohl k postupu do osmifinále, kde Švýcaři nestačili na tým Švédska.
V květnu 2019 se zúčastnil finálového turnaje Ligy národů 2019, kde jeho tým skončil na 4. místě.

## Osobní život
Akanji se narodil ve švýcarském Wiesendangenu švýcarské matce a nigerijskému otci.

## Statistiky

### Klubové
K 24. dubnu 2021
| Klub              | Sezóna  | Liga             | Liga   | Liga | Pohár  | Pohár | Evropské poháry | Evropské poháry | Ostatní | Ostatní | Celkem | Celkem |
| Klub              | Sezóna  | Liga             | Zápasy | Góly | Zápasy | Góly  | Zápasy          | Góly            | Zápasy  | Góly    | Zápasy | Góly   |
| ----------------- | ------- | ---------------- | ------ | ---- | ------ | ----- | --------------- | --------------- | ------- | ------- | ------ | ------ |
| FC Winterthur     | 2013/14 | Challenge League | 2      | 0    | 0      | 0     | —               | —               | —       | —       | 2      | 0      |
| FC Winterthur     | 2014/15 | Challenge League | 33     | 1    | 2      | 0     | —               | —               | —       | —       | 35     | 1      |
| FC Winterthur     | Celkem  | Celkem           | 35     | 1    | 2      | 0     | —               | —               | —       | —       | 37     | 1      |
| Basilej           | 2015/16 | Super League     | 8      | 0    | 3      | 0     | 1               | 0               | —       | —       | 12     | 0      |
| Basilej           | 2016/17 | Super League     | 15     | 4    | 3      | 1     | 0               | 0               | —       | —       | 18     | 5      |
| Basilej           | 2017/18 | Super League     | 19     | 1    | 3      | 1     | 6               | 0               | —       | —       | 28     | 2      |
| Basilej           | Celkem  | Celkem           | 42     | 5    | 9      | 2     | 7               | 0               | —       | —       | 58     | 7      |
| Borussia Dortmund | 2017/18 | Bundesliga       | 11     | 0    | 0      | 0     | 0               | 0               | —       | —       | 11     | 0      |
| Borussia Dortmund | 2018/19 | Bundesliga       | 25     | 1    | 1      | 0     | 5               | 0               | —       | —       | 31     | 1      |
| Borussia Dortmund | 2019/20 | Bundesliga       | 29     | 0    | 3      | 0     | 6               | 0               | 1       | 0       | 39     | 0      |
| Borussia Dortmund | 2020/21 | Bundesliga       | 25     | 2    | 3      | 0     | 7               | 0               | 1       | 0       | 36     | 2      |
| Borussia Dortmund | Celkem  | Celkem           | 90     | 3    | 7      | 0     | 18              | 0               | 2       | 0       | 117    | 3      |
| Celkem            | Celkem  | Celkem           | 167    | 9    | 18     | 2     | 25              | 0               | 2       | 0       | 212    | 11     |

### Reprezentační
K 31. březnu 2021
| Švýcarsko | Švýcarsko | Švýcarsko |
| Rok       | Zápasy    | Góly      |
| --------- | --------- | --------- |
| 2017      | 4         | 0         |
| 2018      | 9         | 0         |
| 2019      | 9         | 0         |
| 2020      | 3         | 0         |
| 2021      | 3         | 0         |
| Celkem    | 28        | 0         |

## Ocenění

### Klubová

#### FC Basilej
- Švýcarská Super League: 2015/16, 2016/17
- Švýcarský fotbalový pohár: 2016/17[16]

#### Borussia Dortmund
- DFL-Supercup: 2019